# Sword of Trust
Sword of Trust es una película estadounidense de comedia de 2019, dirigida por Lynn Shelton, a partir de un guion de Shelton y Mike O'Brien. Es protagonizada por Michaela Watkins, Jillian Bell, Marc Maron, Jon Bass, Toby Huss y Dan Bakkedahl. 
Tuvo su estreno mundial en South by Southwest el 8 de marzo de 2019. Fue estrenada el 12 de julio de 2019 por IFC Films. 

## Reparto
- Michaela Watkins como Mary.
- Jillian Bell como Cynthia.
- Marc Maron como Mel.
- Jon Bass como Nathaniel.
- Toby Huss como Hog Jaws.
- Dan Bakkedahl como Kingpan.
- Lynn Shelton como Deirdre.
- Whitmer Thomas como Jake.
- Timothy Paul como Zeke.
- Benjamin Keepers como Ben.
- Al Elliott como Jimmy.

## Producción
En mayo de 2018, se anunció que Michaela Watkins, Jillian Bell, Marc Maron, Jon Bass, Toby Huss, Dan Bakkedahl, Whitmer Thomas y Timothy Paul se unieron al elenco de la película, con Lynn Shelton escribiendo y dirigiendo la película. La producción concluyó ese mismo mes.

## Estreno
Tuvo su estreno mundial en South by Southwest el 8 de marzo de 2019. Poco después, IFC Films adquirió los derechos de distribución de la película. Fue la primera película de la noche en el Festival Internacional de Cine de Seattle el 16 de mayo de 2019. Fue estrenada el 12 de julio de 2019.